# Oluja
Oluja (cyr. Олуја) – wieś w Czarnogórze, w gminie Bijelo Polje. W 2011 roku liczyła 220 mieszkańców.